# Miss Mundo 1961
Miss Mundo 1961 fue la 11.ª edición anual de Miss Mundo, cuya final se celebró en el Lyceum Theatre de Londres, el 9 de noviembre de 1961, transmitido por la BBC. 37 candidatas compitieron por la corona, cuya ganadora fue Rosemarie Frankland de Reino Unido, fue coronada por Miss Mundo 1960, Norma Cappagli de Argentina.
La segunda finalista fue la representante de España, Carmen Cervera, futura esposa del barón Hans Heinrich von Thyssen-Bornemisza, el célebre empresario y coleccionista de arte. Juntos administraron la valiosa colección de arte Thyssen reconocida internacionalmente y que ahora está albergada en el Museo Thyssen-Bornemisza.

## Resultados
| Resultado final         | Candidata |
| ----------------------- | --- |
| Miss Mundo 1961         | - Reino Unido – Rosemarie Frankland † |
| 1.ª Finalista           | - República de China – Grace Li Shiu-ying |
| 2.ª Finalista           | - España – María del Carmen Cervera Fernández |
| 3.ª Finalista           | - Francia – Michèle Wargnier |
| 4.ª Finalista           | - Dinamarca – Inge Jörgensen |
| Finalistas (Top 7)      | - Estados Unidos – Jo Ann Odum - Nueva Zelanda – Leone Mary Main |
| Semifinalistas (Top 15) | - Argentina – Susana Julia Pardal - Austria – Hella Wolfsgrubej - Finlandia – Ritva Tuulikki Wächter - Alemania – Romy März - Irlanda – Olive Ursula White - Japón – Chie Murakami - Sudáfrica – Yvonne Brenda Hulley - Turquía – Güler Samuray |

## Candidatas
37 delegadas concursaron en el certamen:
| País                  | Delegada                           |
| --------------------- | ---------------------------------- |
| Alemania              | Romy März                          |
| Argentina             | Susana Julia Pardal                |
| Austria               | Hella Wolfsgrubej                  |
| Bélgica               | Jacqueline Oroi                    |
| Bolivia               | Nancy Cortez Justiniano            |
| Brasil                | Alda Maria Coutinho de Moraes      |
| Ceilán                | Sushila Perera                     |
| República de China    | Grace Li Shiu-Ying                 |
| Chipre                | Andreava (Rita) Polydorou          |
| Corea                 | Hyun Chang-ae                      |
| Dinamarca             | Inge Jörgensen                     |
| Ecuador               | Magdalena Dávila Varela            |
| España                | María del Carmen Cervera Fernández |
| Estados Unidos        | Jo Ann Odum                        |
| Finlandia             | Ritva Tuulikki Wächter             |
| Francia               | Michèle Wargnier                   |
| Grecia                | Efstathia (Efi) Karaiskaki         |
| Holanda               | Ria van Zuiden                     |
| India                 | Veronica Leonora Torcato           |
| Irlanda               | Olive Ursula White                 |
| Islandia              | Johanna Kolbrun Kristjansdóttir    |
| Israel                | Er'ela Hod                         |
| Italia                | Franca Cattaneo                    |
| Japón                 | Chie Murakami                      |
| Líbano                | Leila Antaki                       |
| Luxemburgo            | Vicky Schoos                       |
| Madagascar            | Jeanne Rakatomahanina              |
| Nicaragua             | Thelma Arana                       |
| Nueva Zelanda         | Leone Mary Main                    |
| Perú                  | Norma González Miranda             |
| Reino Unido           | Rosemarie Frankland †              |
| Rodesia y Nyasalandia | Angela Joyce Moorcroft             |
| Sudáfrica             | Yvonne Brenda Hulley               |
| Suecia                | Ingrid Margareta Lundquist         |
| Surinam               | Kitty Essed                        |
| Turquía               | Güler Samuray                      |
| Uruguay               | Roma Spadachinni Aguerre           |
| Venezuela             | Bexy Romero Tosta                  |

### No concretaron su participación
- Noruega - Grethe Solhoy
- Tahití - Tahia Piehi

## Sobre los países en Miss Mundo 1961

### Debutante
- Suriname
- República de China

### Retiros
- Australia
- Birmania
- Canadá
- Jordania
- Kenia
- Noruega
- Tahití
- Tanganica

### Regreso
- Austria compitió por última vez en Miss Mundo 1955
- Ceilão compitió por última vez en Miss Mundo 1956
- Nueva Zelanda compitió por última vez en Miss Mundo 1958
- Venezuela compitió por última vez en Miss Mundo 1959

### Crossovers
Miss Universo
- 1961:  Finlandia - Ritva Tuulikki Wächter
- 1961:  Líbano - Leila Antaki
- 1961:  Luxemburgo - Vicky Schoos
- 1961:  Reino Unido - Rosemarie Frankland † (Primera finalista)
- 1963:  Turquía - Güler Samuray

Miss Internacional
- 1960:  Ecuador - Magdalena Dávila Varela
- 1961:  Bélgica - Jacqueline Oroi
- 1961:  España - María del Carmen Cervera Fernández (Segunda finalista)
- 1961:  Nueva Zelanda - Leone Mary Main
- 1962:  Turquía - Güler Samuray
- 1963:  Irlanda - Olive Ursula White (Semifinalista)

Miss Europa
- 1961:  España - María del Carmen Cervera Fernández (Tercera finalista)
- 1961:  Luxemburgo - Vicky Schoos
- 1962:  Bélgica - Jacqueline Oroi
- 1962:  Italia - Franca Cattaneo